# Молодіжна збірна Молдови з футболу
Молодіжна збірна Молдови з футболу — національна футбольна збірна Молдови гравців віком до 21 року (U-21), яка підпорядкована Асоціації футболу Молдови. Ця збірна жодного разу не потрапляла до фінальних стадій чемпіонатів світу та Європи.

## Виступи начемпіонатах Європи
| Рік   | Раунд                 | І   | В  | Н  | П  | МЗ  | МП  |
| ----- | --------------------- | --- | -- | -- | -- | --- | --- |
| 1996  | Кваліфікаційний раунд | 8   | 2  | 2  | 4  | 5   | 11  |
| 1998  | Кваліфікаційний раунд | 8   | 1  | 1  | 6  | 5   | 17  |
| 2000  | Кваліфікаційний раунд | 8   | 0  | 4  | 4  | 3   | 10  |
| 2002  | Кваліфікаційний раунд | 10  | 2  | 3  | 5  | 6   | 13  |
| 2004  | Кваліфікаційний раунд | 8   | 0  | 2  | 6  | 3   | 14  |
| 2006  | Кваліфікаційний раунд | 10  | 3  | 2  | 5  | 8   | 22  |
| 2007  | Кваліфікаційний раунд | 2   | 0  | 1  | 1  | 3   | 5   |
| 2009  | Кваліфікаційний раунд | 8   | 4  | 0  | 4  | 6   | 8   |
| 2011  | Кваліфікаційний раунд | 10  | 4  | 2  | 4  | 9   | 13  |
| 2013  | Кваліфікаційний раунд | 8   | 2  | 1  | 5  | 10  | 24  |
| 2015  | Кваліфікаційний раунд | 10  | 5  | 1  | 4  | 12  | 6   |
| 2017  | Кваліфікаційний раунд | 10  | 2  | 1  | 7  | 8   | 18  |
| 2019  | Кваліфікаційний раунд | 10  | 2  | 1  | 7  | 8   | 23  |
| 2021  | Кваліфікаційний раунд | 8   | 2  | 1  | 5  | 6   | 22  |
| 2023  | Кваліфікаційний раунд | 10  | 3  | 3  | 4  | 7   | 12  |
| 2025  | Кваліфікаційний раунд | 10  | 2  | 1  | 7  | 7   | 20  |
| Разом | 0/16                  | 138 | 34 | 26 | 78 | 106 | 238 |